# Brian Harris (Fußballspieler)
Brian Harris  (* 16. Mai 1935 in Bebington; † 17. Februar 2008 in Chepstow) war ein englischer Fußballspieler und -trainer. Zumeist als linker Außenläufer eingesetzt, gewann er 1963 mit dem FC Everton die englische Meisterschaft und drei Jahre später den FA Cup. Er war dabei mehr als ein Jahrzehnt eine mehr oder weniger feste Größe bei den „Toffees“.

## Sportlicher Werdegang
Harris wuchs auf der Halbinsel Wirral in Merseyside auf und nahe der Geburtsstadt Bebington sammelte er seine ersten fußballerischen Erfahrungen für den Amateurklub aus Port Sunlight. Dort wurde er im Januar 1954 vom FC Everton verpflichtet – die Ablösesumme für das Talent soll bei zehn Pfund gelegen haben.
Der ehemalige Jugendnationalspieler debütierte für die erste Mannschaft in der dritten Ligapartie der Saison 1955/56 auswärts beim FC Burnley, wobei er zunächst auf dem rechten Flügel in der Offensive eingesetzt wurde. Der sportliche Durchbruch ließ zu Beginn noch auf sich warten, bevor das im sportlichen Mittelfeld der ersten Liga dümpelnde Everton im Oktober 1958 den Iren Johnny Carey als neuen Trainer verpflichtete. Carey, der zu Beginn der 1950er-Jahre noch bei Manchester United unter Matt Busby gespielt hatte, war selbst als Halbstürmer zum Außenläufer umfunktioniert worden und eine ähnliche Defensivumstellung nahm er nun an Brian Harris vor. Harris bekleidete nunmehr die defensive Halbposition auf der linken Seite (obwohl er Rechtsfuß war). Dort kamen seine Stärken, die auch in den schnellen und akkuraten Pässen lagen, besser zur Geltung. Dazu kamen ein guter Schuss, Zweikampfstärke und eine solide Kopfballtechnik.
Auf der linken Abwehrseite war er fortan eine Konstante, wobei er gelegentlich auch als Außenverteidiger aushalf. Als der Verein dann unter dem neuen Vereinsvorsitzenden John Moores zahlreiche teure Neuverpflichtungen tätigte und sich auf den Weg zu einer Spitzenmannschaft begab, behielt Harris weiter seinen Stammplatz. Erst als im Dezember 1962 der neue Trainer Harry Catterick, der ein Jahr zuvor Careys Nachfolger geworden war, inmitten der Meistersaison Tony Kay für eine neue Rekordablösesumme auf seiner Position verpflichtete, war er plötzlich nicht mehr Teil der Everton-Mannschaft. Er befand sich danach lange Zeit im Reserveteam in der Wartestellung, die dann im April 1964 endete. Sein Konkurrent war vor seinem Wechsel von Sheffield Wednesday zu Everton an einem Wettskandal beteiligt gewesen, der die Niederlage seines eigenen Teams zum Ziel hatte und zu seinem sportlichen Aus führte. Damit war der Weg für Harris wieder frei und mit ihm als erneut fixen Teil der Mannschaft gewann Everton 1966 den FA Cup. Besonders im Finale gegen Sheffield Wednesday war sein „kühler Kopf“ als erfahrener Spieler gefragt, als die „Toffees“ einen zwischenzeitlichen 0:2-Rückstand noch in einen 3:2-Sieg umwandelten. Trainer Catterick nahm anschließend trotz des Erfolgs weitgehende Kaderänderungen vor und so musste auch Harris den Verein verlassen. Dieser wechselte im Oktober 1966 für die Ablösesumme von 15.000 Pfund zu Cardiff City.
In den gut fünf Jahren stand er viermal in Serie im siegreichen walisischen Pokalfinale und in der Saison 1967/68 zog er mit seinen Mannen im Europapokal der Pokalsieger bis ins Halbfinale vor, in dem er knapp gegen den Hamburger SV unterlag. Im Jahr 1971 wechselte er zu Newport County. Dort ließ er zum einen seine aktive Laufbahn ausklingen und dazu betreute er den Klub zur Mitte der 1970er-Jahre als Cheftrainer. Anschließend kehrte er als Kotrainer zu Cardiff City zurück und war danach kurzzeitig Assistent von Bobby Robson bei Ipswich Town. Er ließ danach den Profifußball hinter sich und kehrte nach Wales zurück. Dort ließ er sich in Chepstow nieder, ging der Trainertätigkeit nur noch im Amateurbereich nach und betrieb mit seinen beiden Söhnen ein Unternehmen im Canvassing-Bereich.
Harris, der aufgrund seiner freundlichen Art bei Mannschaftskameraden und den Fans beliebt war, traf sich später beim FC Everton häufiger mit anderen „Ehemaligen“, bevor er im Alter von 72 Jahren in seiner walisischen Wahlheimat verstarb.

## Erfolge
- Englische Meisterschaft (1): 1963
- Englischer Pokal (1): 1966
- Walisischer Pokal (4): 1967, 1968, 1969, 1970[4]